# Фтия (митология)
Вижте пояснителната страница за други значения на Фтия.
Фтия (на старогръцки: Φθία, Φθίη; Phthia) в гръцката митология е дъщеря на речния бог Фороней.
Според Климент Александрийски тя е либима на Зевс и има с него син Ахей.
Според Сервий Фтия има с Юпитер син Ахей.